# Domingo Crisanto Delgado Gómez
Domingo Crisanto Delgado Gómez (1806, Güímar, Tenerife, España - 1858, San Juan, Puerto Rico) fue uno de los compositores canarios más ilustres del siglo XIX y primer organista de la Catedral de San Juan Bautista de Puerto Rico.

## Biografía
Nació en 1806 en el municipio de Güímar en la isla de Tenerife. En 1821 entró como cantor en la capilla de música de la Catedral de San Cristóbal de La Laguna de su isla natal. Enseguida destacó por su talento y escribió numerosas partituras para el culto catedralicio y para el Convento de Santa Catalina de Siena de la ciudad. En este convento había profesado como religiosa una de sus hermanas, Sor María del Rosario de Santo Domingo, quién era conocida por su prodigiosa voz.
Crisanto fue formado por el maestro de capilla, el compositor Miguel Jurado Bustamante nacido en Cádiz, a quién sucedería en 1828 Manuel Fragoso. Domingo Crisanto ejerció como ayudante de sochantre, como organista segundo de la Catedral de La Laguna y notable compositor. Aprendió a tocar el violín y ejerció como profesor de música. 
Tras la muerte de Bustamente y la enfermedad de Fragoso, el Cabildo Catedral le encarga a Crisanto nuevas obras, aunque sin que estuvieran recompensadas con un ascenso en su carrera. Mantenía la esperanza de ser nombrado maestro de capilla de la Catedral de San Cristóbal de La Laguna, distinción que nunca ocurriría.
Por estos motivos y buscando nuevos horizontes profesionales pasó a Puerto Rico en donde se ligó a la capilla de música de la Catedral de San Juan de la capital borinqueña. 
En Puerto Rico se convirtió en uno de los mayores músicos de este país, donde ocupó los cargos de 2º sochantre, sustituto de organista y organista mayor, empleo éste en el que permaneció hasta su muerte; durante los últimos ocho años fue además profesor de órgano y composición. Durante su etapa de docente tuvo entre sus alumnos al compositor Felipe  Gutiérrez y Espinosa, a su vez uno de los iniciadores de la futura escuela de compositores puertorriqueños.

## Obras
Entre las obras que de él se conservan en la Catedral de La Laguna en Tenerife destacan la producción eminentemente vocal y coral, no solo a capella sino también acompañado de órgano, de piano o de grupo instrumental.
Compuso varias misas a dos, tres y cuatro voces, lecciones de difuntos, Magnificats, Benedictus, Salves, himnos, dúos, solos al Santísimo Sacramento y cavatinas dedicadas a la Virgen María. También compuso varias operetas que fueron estrenadas en los años 30 por la orquesta de la Sociedad filarmónica de La Laguna bajo su batuta.